# Tufino
Tufino è un comune italiano di 3 369 abitanti della città metropolitana di Napoli in Campania.
Tra il primo secolo avanti Cristo e il primo secolo dopo Cristo l’attuale territorio del Comune di Tufino era già, sicuramente, abitato da una comunità operosa. Ciò è dimostrato dalle tracce di centuriazioni che testimoniano il processo di romanizzazione che avvenne in quel periodo per l’insediamento di imponenti colonie di veterani che furono fatte stanziare nella piana nolana.
Fra il V e il VI secolo il "territorio di Tufino" si trovò nella scomodissima posizione di essere stretto tra l'incudine della presenza Bizantina e il martello della pressione Longobarda. 
Fu proprio nel corso del VI secolo che sul territorio di Tufino fu edificata una chiesa, i cui resti sono venuti alla luce sul finire del 1995 e che si trova in località Schiava. Si tratta di strutture murarie, di una necropoli e di ambienti di pertinenza dell’area sacra che risalgono al VI secolo.
A partire dal 1292, e fino al 1533, la dinastia degli Orsini governò la Contea di Nola, a cui appartenevano numerosi casali, e fra essi quelli di Tufino, Vignola, Risigliano e Ponticchio.
Grazie alla cospicua mole di notizie reperibile nelle “Rationes Decimarum Italiae” si è accertata l’esistenza di alcune chiese nel territorio di Tufino tra il 1308 e il 1310 e il 1324.
Alla caduta degli Orsini, e dopo un interregno che durò poco più di un secolo, i diritti feudali passarono da un signore ad un altro, fino a quando furono acquistati da Giulio Mastrilli. 
Nel corso del ‘700 Tufino, Risigliano e Vignola assursero al rango di Università, così come erano, a quel tempo, chiamati gli attuali Comuni. In località Ponticchio sorgeva una importante residenza della potente famiglia Mastrilli. In quel palazzo nacque e visse la duchessa Isabella Mastrilli (1682 – 1761), che aderì all’Arcadia col nome di Elinda Zelea. Isabella Mastrilli fu poetessa e autrice di opere teatrali, la più importante delle quali fu “Il prodigio della bellezza”. La stessa residenza di Ponticchio diede i natali a Francesco Saverio Mastrilli (1700 – 1777), che fu arcivescovo di Taranto, e a Marzio Mastrilli (1753 – 1833), che fu uno tra i più eminenti diplomatici europei e più volte ministro per i Borbone, per Giuseppe Bonaparte e per Gioacchino Murat. In qualità di ambasciatore a Vienna fu scelto dall’imperatore d’Austria quale ministro plenipotenziario nelle trattative che si conclusero con la firma del Trattato di Campoformio, che Marzio Mastrilli firmò col nome di Marquis de Gallo a fianco a quello di Napoleone Bonaparte.
Durante il periodo napoleonico nel Regno di Napoli (1806 – 1815) Tufino divenne capoluogo di un Circondario di cui facevano parte i comuni di Vignola, Risigliano, Roccarainola, Cumignano (Comiziano), Gallo, Faibano, Campasano (anche il nome di questo paese ha subìto una modifica), Cutignano (oggi è un rione di Cicciano), Cicciano e la stessa Tufino.
Fin dagli anni successivi alla fine dell’era napoleonica a Tufino operava un corposo numero di affiliati alla carboneria. Va, infatti, evidenziata la presenza di ben due Società carbonare, una delle quali era denominata “La Costanza di Catone” e l’altra era denominata “Gli Ordoni al Ponte”. Durante l’intero periodo risorgimentale non pochi furono i tufinesi che si distinsero per le loro simpatie repubblicane. 
Sul finire dell’Ottocento anche da Tufino furono molti quelli che decisero di emigrare. Nel periodo compreso tra il 1892 e il 1924 oltre 800 tufinesi partirono per gli Stati Uniti d’America. Molti altri scelsero di raggiungere l’Argentina, il Brasile e altri paesi sudamericani. 
Un’altra, grande ondata migratoria a Tufino si verificò a partire dai primi anni cinquanta del ‘900 e fino ai primi anni settanta. Questa volta le mete furono quasi sempre europee (Germania, Svizzera, Francia, Gran Bretagna).

## Monumenti e luoghi d'interesse
- Castello dei Conti De Vito Piscicelli
- Chiesa dei santi Bartolomeo apostolo e Giovanni Battista
- Chiesa di Santa Maria di Loreto
- Resti di chiesa paleocristiana
- Resti del Palazzo Mastrilli

## Società

### Evoluzione demografica
Abitanti censiti

## Infrastrutture e trasporti
In prossimità della frazione di Schiava il comune è attraversato dalla SS 7 bis, inoltre, è servito dalla stazione di Roccarainola-Tufino, sulla linea Napoli - Nola - Baiano della ferrovia Circumvesuviana.Dal mese di novembre 2012 Tufino è servito da uno svincolo autostradale sulla A16 (Autostrada dei due mari).

## Amministrazione
| Periodo | Periodo   | Primo cittadino            | Partito                              | Carica                    | Note |
| ------- | --------- | -------------------------- | ------------------------------------ | ------------------------- | ---- |
| 1987    | 1993      | Alessandro Ferone          | PLI                                  | Sindaco                   |      |
| 1993    | 1997      | Alessandro Ferone          | PLI                                  | Sindaco                   |      |
| 1993    | 1997      | Francesco Tommaso Esposito | DC                                   | Sindaco                   |      |
| 1997    | 2001      | Francesco Tommaso Esposito | Lista Civica (PPI)                   | Sindaco                   |      |
| 2001    | 2005      | Carlo Ferone               | Casa delle Libertà (FI-AN, CCD, CDU) | Sindaco                   |      |
| 2005    | 2007      | Vincenzo Madonna           |                                      | Commissario straordinario |      |
| 2007    | 2012      | Carlo Ferone               | Casa delle Libertà (FI-AN, CCD, CDU) | Sindaco                   |      |
| 2012    | 2014      | Antonio Mascolo            | Lista Civica (PdL-La Destra-MpA)     | Sindaco                   |      |
| 2014    | 2015      | Biagio Del Prete           |                                      | Commissario prefettizio   |      |
| 2015    | 2016      | Francesco Tommaso Esposito | Lista Civica (PD–AP–SC)              | Sindaco                   |      |
| 2016    | 2017      | Ida Carbone                |                                      | Commissario prefettizio   |      |
| 2017    | In carica | Carlo Ferone               | Lista civica (FI-FdI-NcS)            | Sindaco                   |      |